# هيلا لافي
هيلا لافي (بالإنجليزية: Hila Levy)‏ هي ضابطة أمريكية، ولدت في 10 ديسمبر 1986 في Guaynabo, Puerto Rico ‏ في الولايات المتحدة.